# استكشاف

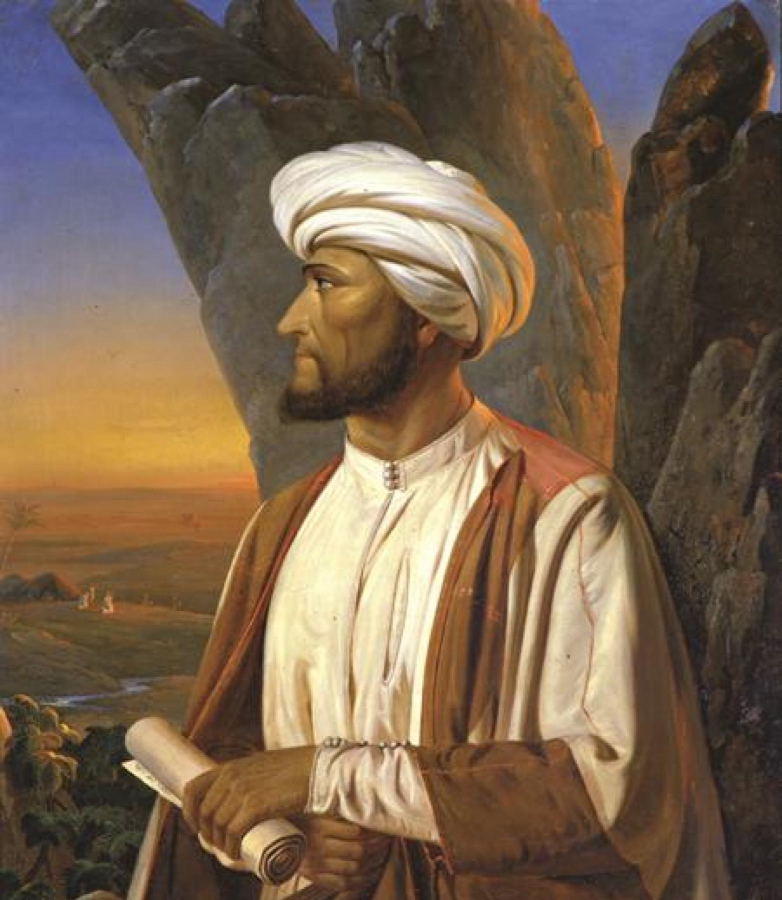
جورج أوجست والين (1811-1852) مستشرق ومستكشف اسكندنافي
صور مرسومة ومصورة في فنلندا 1839-1870 ، جامعة يوفاسكيلا

الاستكشاف هو البحث لرفع الغطاء عن شيء حتى نتعرف على ما نجهل عنه.
والاستكشاف الجغرافي هو ما فعله أوائل المسافرين والرحالة والبحارة من تجوال في اليابسة والبحار بحثًا عن أماكن مجهولة كابن ماجد وغيره. كان الدّافع للاستكشافات الجغرافيّة منذ القِدَم هو الرّغبة في نشر التّجارة أو للبحث عن الثروات الطبيعيّة، والتوسُّع الجغرافي. كانت أقدم الكشوف الجغرافيّة ما حقّقته الحملات المصريّة القديمة التي وصلت إلى بلاد النّوبة، وساحل أرتيريا والصّومال عام 3000 ق.م.، وكشوف اليونان والإغريق (عام 600 ق.م.) في حوض البحرين الأبيض المتوسط، والأسود.
وحاليا يتجه الإنسان إلى استكشاف الفضاء، الاستكشاف له أنواع كثيرة منها استكشاف الأرض والبحر والفضاء والأنهار، و حتى جسم الإنسان هو موضوع استكشاف، مثل عملية الاستكشاف الجراحي، هي عملية تجرى بغرض الرؤية المباشرة للمرض أو الإصابة وإصلاحها في نفس العملية، وتجرى في حالات إصابات البطن مثلاً لاستئصال أو رتق عضو متهتك، وكذلك في الحالات المرضية غير الناتجة عن إصابة كانفجار الزائدة الدودي.